# Santa Suina
Santa Suina, conosciuta anche come santa Assuina o santa Suia (deformazione dialettale di santa Sofia) (Cagliari, III secolo – Cagliari, IV secolo), vergine e martire, è venerata come santa dalle Chiese cristiane.

## Agiografia
Non si sa niente di storicamente attendibile su questa figura. La presunta sepoltura fu ritrovata nella necropoli pagana e paleocristiana esistente nell'attuale area della Chiesa di San Lucifero, nel 1626 a Cagliari , fu quindi tumulata con altri presunti martiri nel Santuario dei Martiri della Cattedrale di Cagliari.

## Culto
Annoverata con vari nomi tra i Santi Martiri della Sardegna, tra i tanti santa Assuina, viene festeggiata in varie località sarde e portata in processione addobbata con palme e gigli.
Una chiesa a lei dedicata era sita tra i comuni di Decimoputzu e Villasor nel Cagliaritano, distrutta nel 1782 e smantellata ne rimangono alcuni frammenti ritrovati nel 1844. Una chiesa campestre a lei consacrata, sita nel comune di Morgongiori sul versante occidentale del Monte Arci, è il fulcro della processione a lei dedicata. Dalla Parrocchia di Morgongiori ogni 14 ottobre partono i fedeli con la statua della santa, dopo una processione di 12 km viene posizionata nella chiesa campestre a lei dedicata. Il giorno dopo è la festa canonica mentre il tragitto inverso avviene il 16 con alla fine il riposizionamento della statua nella locazione originaria .
Memoria liturgica il 15 aprile, 15 ottobre.